# Liste der Kulturgüter in Wangen bei Olten
Die Liste der Kulturgüter in Wangen bei Olten enthält alle Objekte in der Gemeinde Wangen bei Olten im Kanton Solothurn, die gemäss der Haager Konvention zum Schutz von Kulturgut bei bewaffneten Konflikten, dem Bundesgesetz vom 20. Juni 2014 über den Schutz der Kulturgüter bei bewaffneten Konflikten sowie der Verordnung vom 29. Oktober 2014 über den Schutz der Kulturgüter bei bewaffneten Konflikten unter Schutz stehen.
Objekte der Kategorie A und B sind vollständig in der Liste enthalten, Objekte der Kategorie C fehlen zurzeit (Stand: 1. Januar 2023).

## Kulturgüter
| Foto | | Objekt                                                                      | Kat. | Typ | Standort                            | Beschreibung                                                                   |
| ---- | --- | --------------------------------------------------------------------------- | ---- | --- | ----------------------------------- | ------------------------------------------------------------------------------ |
| BW   | Datei hochladen · Wikidata zu Dorfstrasse / Chalchofen, neolithisches Silexbergwerk (Q116919309)        | Dorfstrasse / Chalchofen, neolithisches Silexbergwerk KGS-Nr.: 16508        | A    | F   | 633603 / 244141                     | Das Objekt liegt teilweise auch auf dem Gebiet der Gemeinde Olten (Nr. 16507). |
| BW   | Datei hochladen · Wikidata zu Chrüzmatt, neolithische und bronzezeitliche Freilandsiedlung (Q115223926) | Chrüzmatt, neolithische und bronzezeitliche Freilandsiedlung KGS-Nr.: 02916 | B    | F   | Chrüzmatt 633300 / 243500           |                                                                                |
| BW   | Datei hochladen · Wikidata zu Born, Grabhügel unbekannter Zeitstellung (Q115223562)                     | Born, Grabhügel unbekannter Zeitstellung KGS-Nr.: 03083                     | B    | F   | Born 633190 / 241270                |                                                                                |
| ja   | Datei hochladen · Wikidata zu Katholische Pfarrkirche St. Gallus (Q29881388)                            | Katholische Pfarrkirche St. Gallus KGS-Nr.: 11247                           | B    | G   | Kirchweg 6 632533 / 243725          |                                                                                |
| BW   | Datei hochladen · Wikidata zu Ehemaliges Untervogthaus (Q29881387)                                      | Ehemaliges Untervogthaus KGS-Nr.: 11248                                     | B    | G   | Gheidstrasse 6 632784 / 243357      |                                                                                |
| BW   | Datei hochladen · Wikidata zu Bauernhaus (Q29881384)                                                    | Bauernhaus KGS-Nr.: 11249                                                   | B    | G   | Mittelgäustrasse 31 632722 / 243356 |                                                                                |
| BW   | Datei hochladen · Wikidata zu Katholisches Pfarrhaus mit Waschhaus (Q29881390)                          | Katholisches Pfarrhaus mit Waschhaus KGS-Nr.: 13992                         | B    | G   | Kirchweg 2 632564 / 243654          |                                                                                |